# 陰世師
陰 世師（いん せいし、565年 - 617年）は、中国の隋の政治家・軍人。本貫は武威郡。

## 経歴
陰寿の子として生まれた。20歳のとき、功臣の子として儀同三司の位を受け、驃騎将軍に累進した。604年、煬帝が即位すると、世師は東都瓦工監をつとめた。3年後、張掖郡太守に任ぜられた。ときに吐谷渾と党項羌がしばしば侵攻してきていた。世師は張掖郡に到着すると、侵攻してきた者たちを自ら討って、ことごとく捕らえて斬り、中国西方の諸民族たちに恐れられた。後に入朝して武賁郎将となった。612年の第一次高句麗遠征（隋の高句麗遠征）では、襄平道に出撃した。613年、第二次高句麗遠征のとき、本官のまま涿郡留守をつとめた。楊玄感の乱が起こったので、世師は乱の平定に参加した。煬帝が帰京すると、賞与を受けて、楼煩郡太守に任ぜられた。615年、煬帝が汾陽宮にいたとき、世師は突厥の始畢可汗が侵攻しようとしているとの情報をえて、煬帝に太原に向かうよう勧めた。煬帝は聞き入れず、雁門で包囲されることとなった。まもなく世師は左翊衛将軍に転じ、代王楊侑とともに長安（大興城）の留守をつとめた。617年、唐国公李淵が太原で起兵すると、李淵の子の李智雲が逮捕されたので、世師はその処刑の指揮をとった。世師は代王楊侑の下で長安を防衛し、長安が唐軍によって陥落すると、骨儀らとともに処刑された。享年は53。
子に陰弘智らがあり、幼年のため一命を許された。

## 伝記資料
- 『隋書』巻三十九 列伝第四
- 『北史』巻七十三 列伝第六十一